# 馬克·吉騰斯坦
马克·亨利·吉滕斯坦（英語：Mark Henry Gitenstein，1947年3月7日—）是美国律師和外交官，現任美國駐歐洲聯盟大使，曾在2009年至2012年擔任美國駐羅馬尼亞大使。

## 早年生活和教育
吉滕斯坦擁有羅馬尼亞猶太血統，祖父母是19 世紀自羅馬尼亞博托沙尼移民。吉滕斯坦讀於印第安泉學校1964年畢業。獲得杜克大學文學士學位和喬治城法學院法律博士學位。

## 職業生涯
吉滕斯坦曾擔任美國參議院司法委員會首席法律顧問（1987-1989年）和少數族裔首席法律顧問（1981-1987年），在當時的參議員喬·拜登手下任職。吉滕斯坦也擔任美國參議院情報特別委員會顧問（1975年-1978年）。
1989年成為孖士打律師行合夥人，並擔任布鲁金斯学会「非常駐高級研究員」 。吉滕斯坦是《原則問題》書的作者，關於罗伯特·博克最高法院提名的非小說類書籍，因此獲得美國律師協會的銀木槌獎。多次被同行評選為「美國最佳律師」。

### 駐羅馬尼亞大使
2009年吉滕斯坦被提名為美國駐羅馬尼亞大使。羅馬尼亞英文新聞日報《九點鐘》評選吉騰斯坦大使為「2011年度最佳外交官」。吉滕斯坦致力於在各種議題上加強與羅馬尼亞關係，重點在於打擊腐敗、提高透明度和加強法治。2012年被授予羅馬尼亞之星。

### 拜登政府

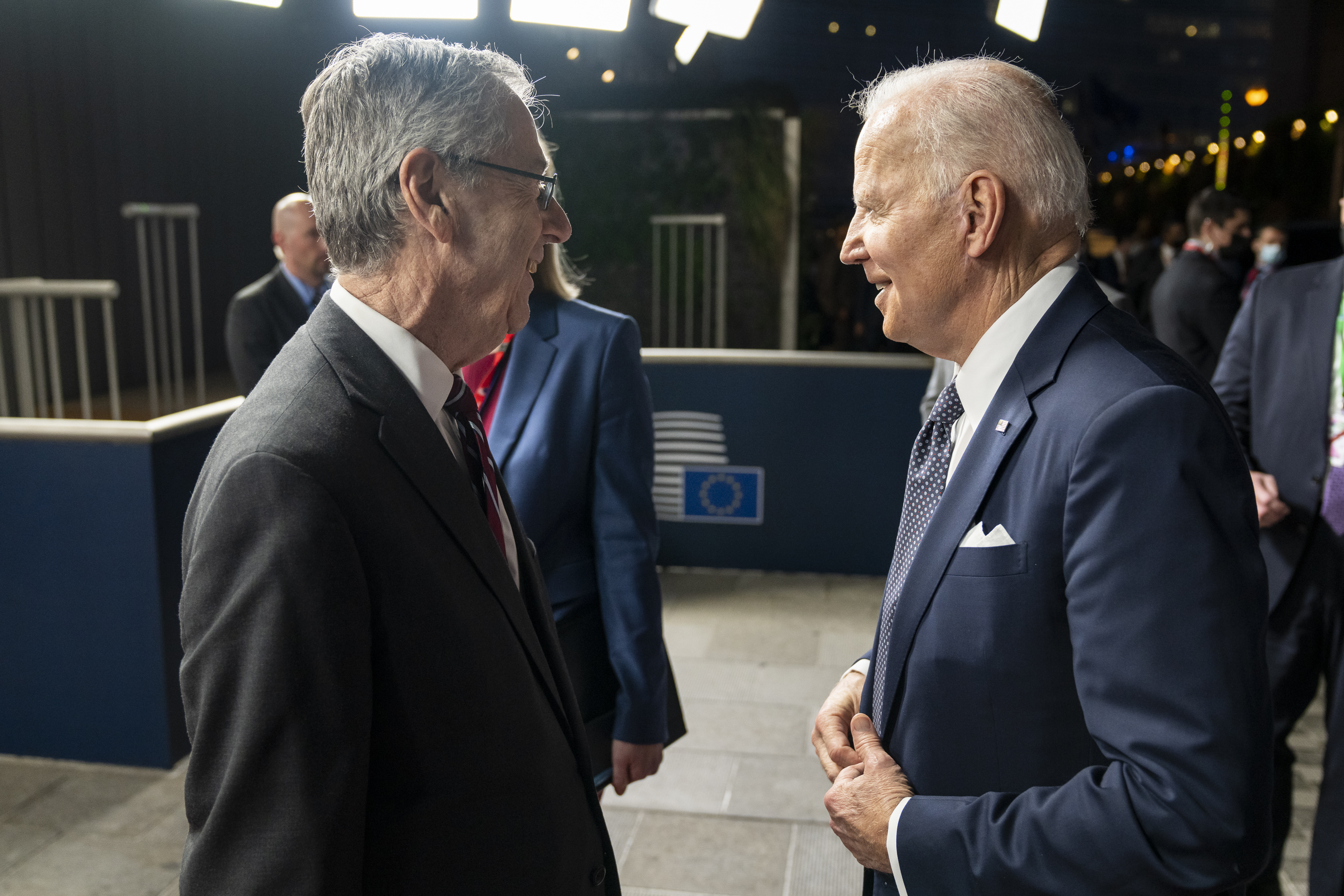
2022年3月24日吉滕斯坦在布魯塞爾歐洲理事會總部迎接乔·拜登總統

2020年9月5日，吉滕斯坦被宣布成為拜登-哈里斯過渡團隊顧問委員會成員。

### 駐歐盟大使
2021年7月27日，乔·拜登總統宣布提名吉滕斯坦擔任美國駐歐洲聯盟大使。第二天，吉滕斯坦提名被送交參議院。2021年9月28日，參議院外交關係委員會舉行聽證會。2021年10月19日，委員會報告對吉滕斯坦的提名表示贊成。美國參議院於2021年12月18日以口头表决方式確認。2022年1月24日吉滕斯坦向欧洲联盟委员会主席乌尔苏拉·冯德莱恩遞交國書。

## 個人生活
吉滕斯坦與伊麗莎白（利比）吉滕斯坦結婚，有三個孩子和七個孫子。

## 榮譽
- 羅馬尼亞王室（英语：Romanian royal family）：第53位羅馬尼亞王室皇家十字勳章（英语：Decorations of the Romanian Royal House）騎士[24]。

## 外部連結
- C-SPAN內的頁面（英文）